# Christian Mølsted
Christian Ferdinand Andreas Mølsted (født 15. oktober 1862 i Dragør, død 10. maj 1930 sammesteds) var en dansk maler.

## Uddannelse
Christian Mølsteds forældre var skibstømrer, fisker Andreas Adolf Nikolaj Mølsted og Ane Hans-Nielsdatter. Mølsteds uddannelse var først på Det tekniske Selskabs Skole i 1879; derefter ophold på Kunstakademiet fra september 1880, under Frederik Vermehren, Jørgen Roed, Julius Exner, Niels Simonsen og Carl Bloch, til afgangen i januar 1885.

## Specialisering
Christian Mølsted virkede hovedsagelig som marinemaler, og sin første inspiration og undervisning fik han hos Dragørs selvlærte skibstegnere, skibstømmermanden Peder N. Foss (1821-82) og lods Hendrik Pedersen Strømberg (1840-1916). Som tegner og maler fandt Mølsted først og fremmest sine motiver i og omkring hjembyen Dragørs gamle huse, ved byens havn og ikke mindst i skibstrafikken i sejlløbet mellem Dragør og Drogden. 
|  |  | Mølsteds hovedværk fra 1897-98 Om bord på Niels Juel under slaget ved Helgoland 9. maj 1864 med undertitlen Schwartzenberg brænder blev indkøbt til Frederiksborgmuseets samling af dramatiske scener fra Danmarkshistorien. Mølsteds figurrige marinehistoriske kompositioner er mest fra de populære episoder og med deres helte som Tordenskiold og Willemoes. De bygger på grundige studier, og marinens modellerer Otto Dørge var vejleder med hensyn til skibenes rigninger. |

Til hans samtidshistoriske skildringer må regnes en række bestillingsarbejder for DFDS og ØK. Et nu tabt maleri af ØKs skoleskib, en femmastet bark med navnet København, bygget 1921, der forsvandt sporløst i 1928 og var forlæg for det danske julemærke i 1922.
Han var bestyrelsesmedlem i Foreningen for National Kunst fra 1904 til sin død.
Mølsted er begravet på Dragør Kirkegård.

## Mølsteds Museum
Mølsteds Museum blev åbnet i 1974 i malerens atelier i hjembyen Dragør, her vises et udsnit af hans kunstværker. Det er en del af Museum Amager, som også har udstillinger på tre andre adresser på Amager.

## Hæder
- De Neuhausenske Præmier 1889, 1899
- Den Raben-Levetzauske Fond 1893, 1896
- Akademiets stipendium 1899-1901, 1903-04

## Billeder
| - Andre værker af Christian Mølsted - Christiansborgs brand 1884, 1884 - Fiskerbåde ved indløbet til Skovshoved Havn, 1886 - Engelsk brig angribes af dansk-norske kanonbåde, 1887 - Aftenstemning ved “De seks Søstre” i Københavns Havn, 1888 - Scene med salutering ved Dragør ... - Fregatten Jylland, 1899? - Gennembruddet under Slaget på Køge Bugt 1. juli 1677. I forgrunden Niels Juels Admiralskib Christianus Qvintus, 1920 - Grisen skal fanges, ca. 1900, Kongehuset - Dampskibet Frederik VIII ved Kronborg i 1913. - Flåden forlader havnen for sidste gang, 1919 |